# 原法国驻天津领事馆
原法国驻天津领事馆是原法国政府驻天津的领事馆，建于1923年，在当时的天津法租界领事馆路又称法租界10号路〔Rue Consulate〕（今和平区承德道2号）。该建筑目前为特殊保护等级历史风貌建筑和天津市文物保护单位。

## 历史

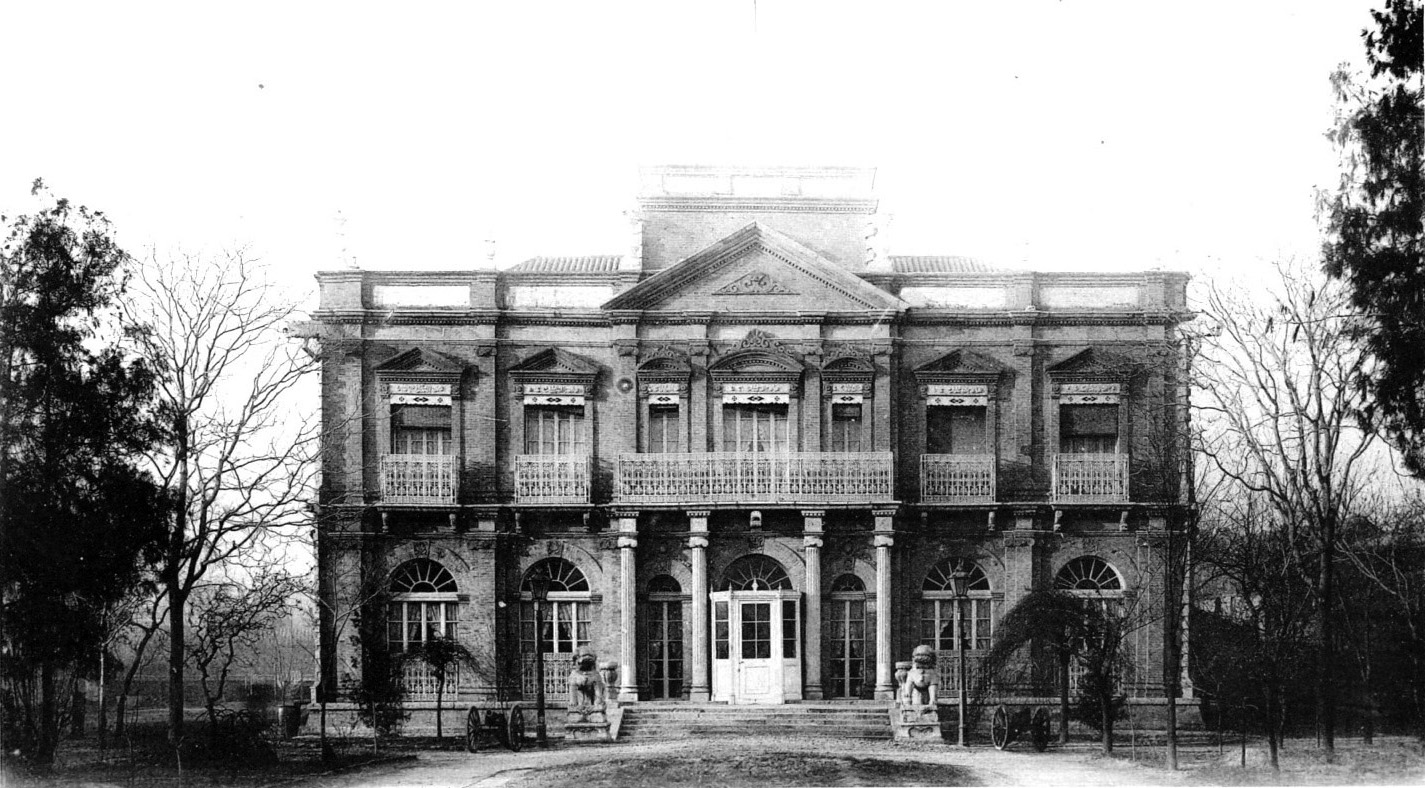
法国驻天津领事馆，法军拍摄（1900年-01年）。

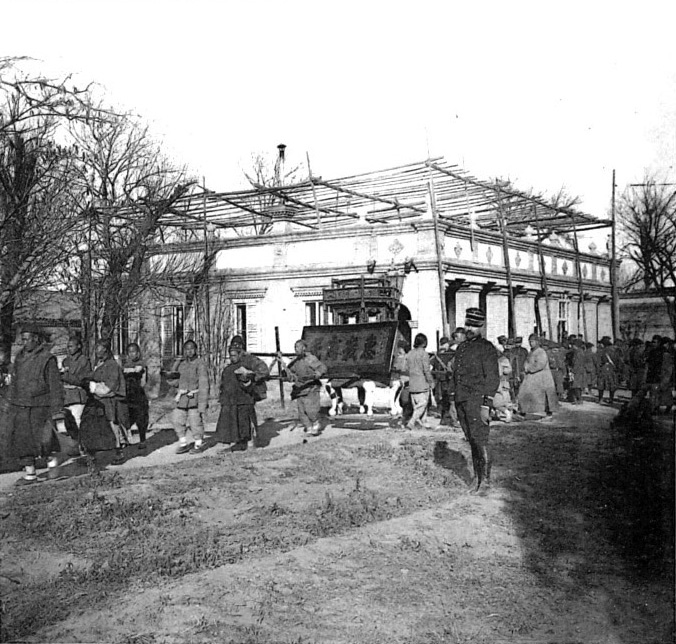
院子

法国驻天津领事馆是天津开埠后最早设立的几个领事馆之一，开设于1861年，初址设于三岔河口一带望海楼教堂以东的行宫花园（现河北区人民政府一带）。1869年，丰大业（Henri Victor Fontanier）任法国驻天津领事。1870年天津教案中，天津民众当场击毙丰大业和其秘书西蒙。随后焚毁法国领事馆、教堂、育婴堂及英、美教堂数所。庚子事变后，清政府赔偿给天津法租界当局一处房产作为领事馆。当时，法国驻天津领事馆设总领事一人，天津法租界最高权力机构历届董事会均由总领事出任董事长，因此总领事为天津法租界最高行政长官。中华人民共和国成立后，法国驻天津领事馆撤销，结束了在天津90多年的历史。该建筑现为天津测绘处用房。

## 主要建筑
法国驻天津领事馆大楼建于1923年，由比利时义品公司法籍工程师设计。建筑面积2581.55平方米，为二层平顶混合结构楼房，带地下室，该建筑平面左右对称，形体简洁大方，立面设计丰富协调，采用变体的西洋古典附壁柱式，窗间墙、墙面和檐口均装饰有精细花饰，纹样雕刻丰富，具有典型的古典主义建筑特征。建筑正立面设有石阶入口，两侧设有花池，铁栏门上装饰有优美的山花，是一座典型的法国式古典风格建筑。该楼现状良好。

## 附属建筑
法国驻天津领事馆大楼后另有两栋建筑为法国领事馆附属办公用房，建于1923年，目前均为一般保护等级历史风貌建筑。其中，一座为二层混合结构楼房，建筑首层外立面以石材饰面，二层外立面为硫缸砖清水墙，建筑顶部为坡屋顶，木门窗至今保持完好，曾经作为侨民学校使用。另一座建筑为混合结构平房，建筑外立面为硫缸砖清水墙，入口处设有雨棚，墙面呈弧形展开，建筑顶部为平顶。